# Американо-сомалийские отношения

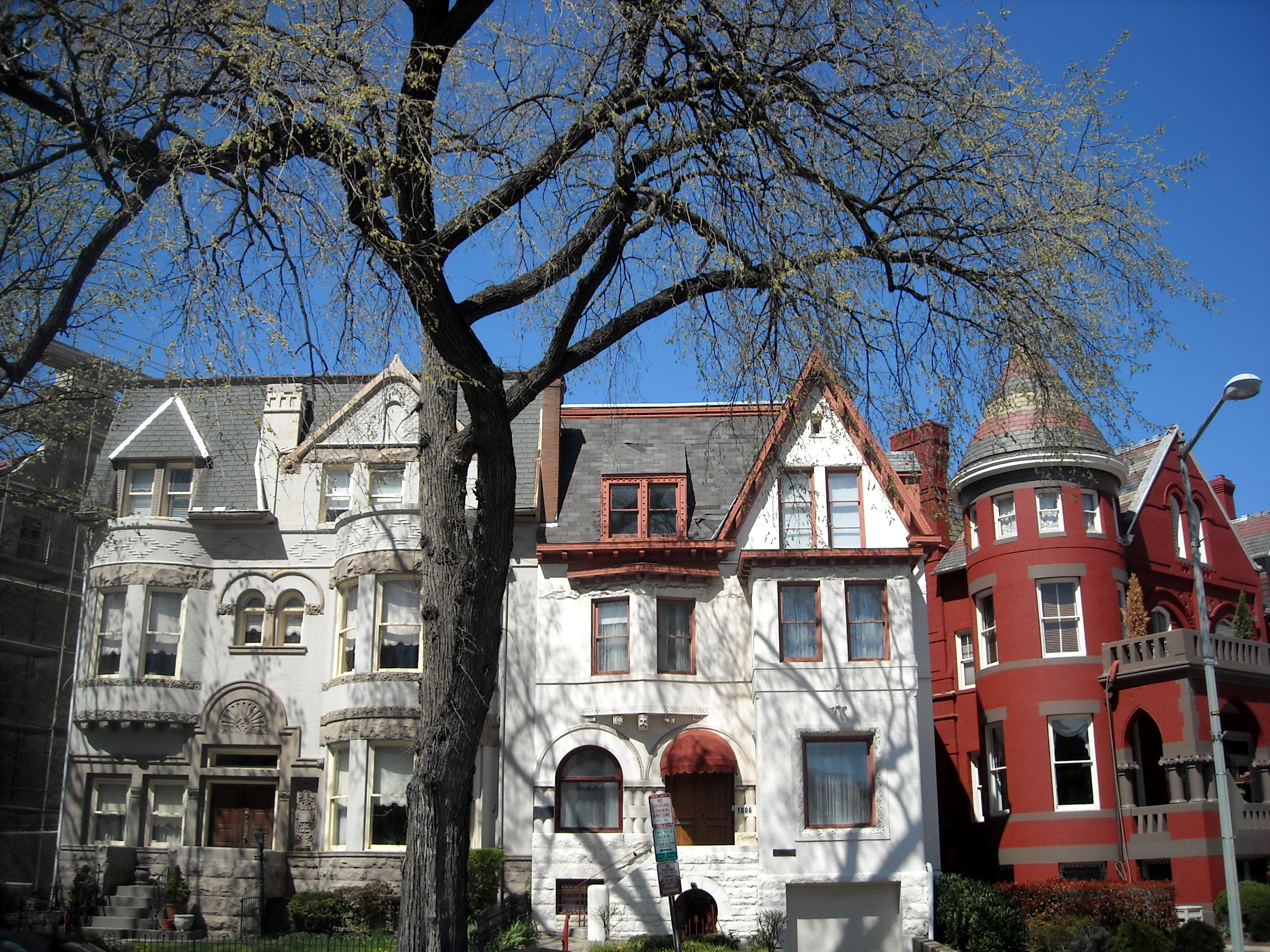
Бывшее посольство Сомали в Вашингтоне

Американо-сомалийские отношения — двусторонние отношения между Соединенными Штатами Америки и государством Сомали, получившем независимость в 1960-м году.
Правительство Сомали избрало социалистический курс и поэтому поддерживалось Советским Союзом. В 1977 году между Сомали и Эфиопией, также пользовавшейся поддержкой СССР, разразилась война за Огаден, и Советскому Союзу пришлось делать выбор. Ставка на коммунистическую Эфиопию казалась более надёжной, и СССР поддержал в этой войне врагов Сомали. В свою очередь, это привело к тому, что США стали в этом конфликте поддерживать имеющую выгодное стратегическое положение Сомали. Поочередная военная и технологическая поддержка СССР и США позволила Сомали создать самую большую и сильную армию на африканском континенте. Тем не менее, уже в 1978 году Сомали потерпела тяжёлое поражение в войне, которое стало началом длительного кризиса, вылившегося к началу 1990-х годов в многолетнюю гражданскую войну, приведшую к фактическому распаду государства.
После падения правительства Барре и начала гражданской войны в Сомали посольство США в Могадишо было закрыто, хотя американское правительство никогда официально не разрывало дипломатических отношений с Сомали. Сражение в Могадишо, произошедшее 3—4 октября 1993 года в рамках миротворческой операции ООН в Сомали, в ходе которого американский спецназ понёс неоправданно высокие потери, повлияло на принятие руководством США решения о выводе американских войск из Сомали.
США поддержали международно признанное под эгидой ООН Переходное федеральное правительство Сомали, образованное в 2004 году. Кроме этого США контактировали с рядом местных администраций, неподконтрольных Переходному правительству, таких как Пунтленд и Сомалиленд, чтобы обеспечить широкое включение в мирный процесс.
С 2011 года Соединённые Штаты поддерживают отношения с властями Сомали через нерезидентскую дипломатическую миссию в Найроби. США остаются одним из основных поставщиков вооружения для сомалийской национальной армии (SNA). В июне 2009 года восстановленная SNA получила 40 тонн оружия и боеприпасов от правительства США в качестве помощи в борьбе с исламистскими повстанцами в южной части Сомали. Администрация США также пообещала предоставить больше военной техники и материальных ресурсов, чтобы помочь сомалийским властям укрепить общую безопасность в стране. В связи с этим правительство США выпустило в адрес избранного президента Сомали поздравительное обращение и пообещало продолжить поддержку руководства страны.
Федеральное правительство Сомали было создано 20 августа 2012 года, с окончанием временного мандата Переходного федерального правительства, и представляет собой первое постоянное центральное правительство в стране с начала гражданской войны.
К сентябрю 2012 года Армии Сомали при помощи сил Африканского союза удалось отвоевать у исламистов все крупные населённые пункты страны, включая столицу Могадишо. 10 сентября новый Федеральный парламент Сомали избрал Хасана Шейха Махмуда на пост президента страны.
17 января 2013 года Госсекретарь США Хиллари Клинтон после встречи с Хасаном Шейхом Махмудом заявила об официальном признании США правительства Сомали.